# 地之子
《地之子》是台静农的一部短篇小说集，1928年11月未名社初版。收入14篇短篇，多为民间乡土题材。该书与同一作者的《建塔者》、韦丛芜的《君山》、鲁迅的《朝花夕拾》一起被收入《未名新集》。鲁迅在《二心集·我们要批评家》中将其列为近两年的优秀之作。该书中以悲悯之心描写了宗法制度下犹如人间地狱般的旧农村。它饱受官绅兵匪之害，展现了闭塞、阴冷、残酷的现实面貌。

## 内容
《地之子》包括14篇短篇小说：《我的邻居》、《天二哥》、《红灯》、《弃婴》、《新坟》、《烛焰》、《苦怀》、《儿子》、《拜堂》、《吴老爹》、《为彼祈求》、《蚯蚓们》、《负伤者》、《白蔷薇——同学某君的自述》。《天二哥》描写闲汉天二哥醉酒之后与卖花生的少年小柿子发生争吵，扭打起来。他的病及酒和清尿一起发作，第二天便死了。《红灯》写早年丧父的卖饺子少年得银，结果因为干锤人家大门的买卖而死于非命。得银娘糊了红灯放于河中，超度儿子的亡魂。《拜堂》写汪大死后，其弟不顾父亲反对纳其嫂为妻。《吴老爹》写油盐店的老仆吴老爹跟了一个败家的少主人，少主人因为吃喝嫖赌欠了很多债，最后只好将家里的屋子变卖，抛妻弃子参军。《负伤者》写大秃子的女人被有钱有势的张二爷勾引，他因此在茶馆受到众人嘲笑。大秃子于是去找张二爷争斗，反被告上警署。警署强逼他卖了妻子，不服的他又去找张二爷，最后被押上县里。

## 风格
《地之子》中故事发生的地点常常是栅门、十字街，人物一般不是普通农民，而是艺人、小商人等。台静农受到鲁迅的影响，但其作品更多的使用经过改造的方言，而较少文言的影响。比如《拜堂》中，以“下书子”指“婚书”，“磕头”指“拜堂”，“安了家”指“娶了妻”，并大量以“哈”代替“还”。对闲汉争扰的描绘最能体现作者的土语的驾驭，他常常引入安徽常见的粗话。这些小说阴郁沉重，而较少滑稽，令人透不过气来，作者以此来营造一个封闭孤立的乡土世界。